# Référendum irlandais sur le mariage homosexuel
Le référendum irlandais sur le mariage homosexuel a lieu le 22 mai 2015 en république d'Irlande. Il est organisé en même temps que celui sur la réduction de l'âge d'éligibilité du président.
Les électeurs se prononcent à 62 % pour l'adoption du 34e amendement de la Constitution de l'Irlande afin de permettre aux couples de même sexe de se marier.

## Historique
La proposition d'amendement est issue d'une délibération de la convention constitutionnelle de 2012 (The Irish Convention on the Constitution). Démarche singulière de démocratie par tirage au sort, avec son président, cette assemblée est constituée de 100 membres, 33 sont des députés élus et 66 de simples citoyens tirés au sort. Elle avait pour mission de proposer une réforme de la constitution sur 8 sujets, dont celui du mariage homosexuel. Pendant 14 mois, ses débats sont retransmis en direct sur Internet, la population étant invitée à transmettre ses contributions, et les médias diffusent les comptes-rendus des échanges. En 2015 le groupe des cent se prononce en faveur du mariage homosexuel. L'aboutissement de ces échanges et réflexions décide le gouvernement de tenter de faire confirmer cette préconisation par référendum.

## Campagne
L'ensemble des partis politiques, de gauche comme de droite, soutiennent le « oui » au mariage homosexuel, en cohérence avec leur position au cours de la Convention constitutionnelle, tandis que l'Église catholique fait campagne pour le « non » par l'intermédiaire de son réseau associatif.
La population irlandaise pourtant très catholique, est devenue favorable à la mesure, un sondage publié le 15 janvier 2015 notant une approbation par 76 % de la population, dont 90 % des moins de 24 ans.

## Résultats
À l'issue du référendum, 62,07 % des électeurs approuvent la légalisation du mariage homosexuel. Le « non » n'est majoritaire que dans une seule des quarante-trois circonscriptions.
Selon le politologue Dimitri Courant, ce référendum constitue une première mondiale, dans la mesure où il a validé par vote populaire des propositions émanant directement d’une assemblée citoyenne tirée au sort.
| Choix                     | Votes     | %     |
| ------------------------- | --------- | ----- |
| Pour                      | 1 201 607 | 62,07 |
| Contre                    | 734 300   | 37,93 |
|                           |           |       |
| Votes valides             | 1 935 907 | 99,29 |
| Votes blancs et invalides | 13 818    | 0,71  |
| Total                     | 1 949 725 | 100   |
| Abstention                | 1 271 956 | 39,48 |
| Inscrits/Participation    | 3 221 681 | 60,52 |

| Oui 1 201 607 voix (62,07 %) | Non 734 300 voix (37,93 %) |
| ▲                            |                            |

Résultat du référendum :

Carte de l’Irlande montrant les circonscriptions ayant voté :
Oui :
72,50 % – 75,00 %
70,00 % – 72,49 %
67,50 % – 69,99 %
65,00 % – 67,49 %
62,50 % – 64,99 %
60,00 % – 62,49 %
57,50 % – 59,99 %
55,00 % – 57,49 %
52,50 % – 54,99 %
50,00 % – 52,49 %
Non :
48,58 %

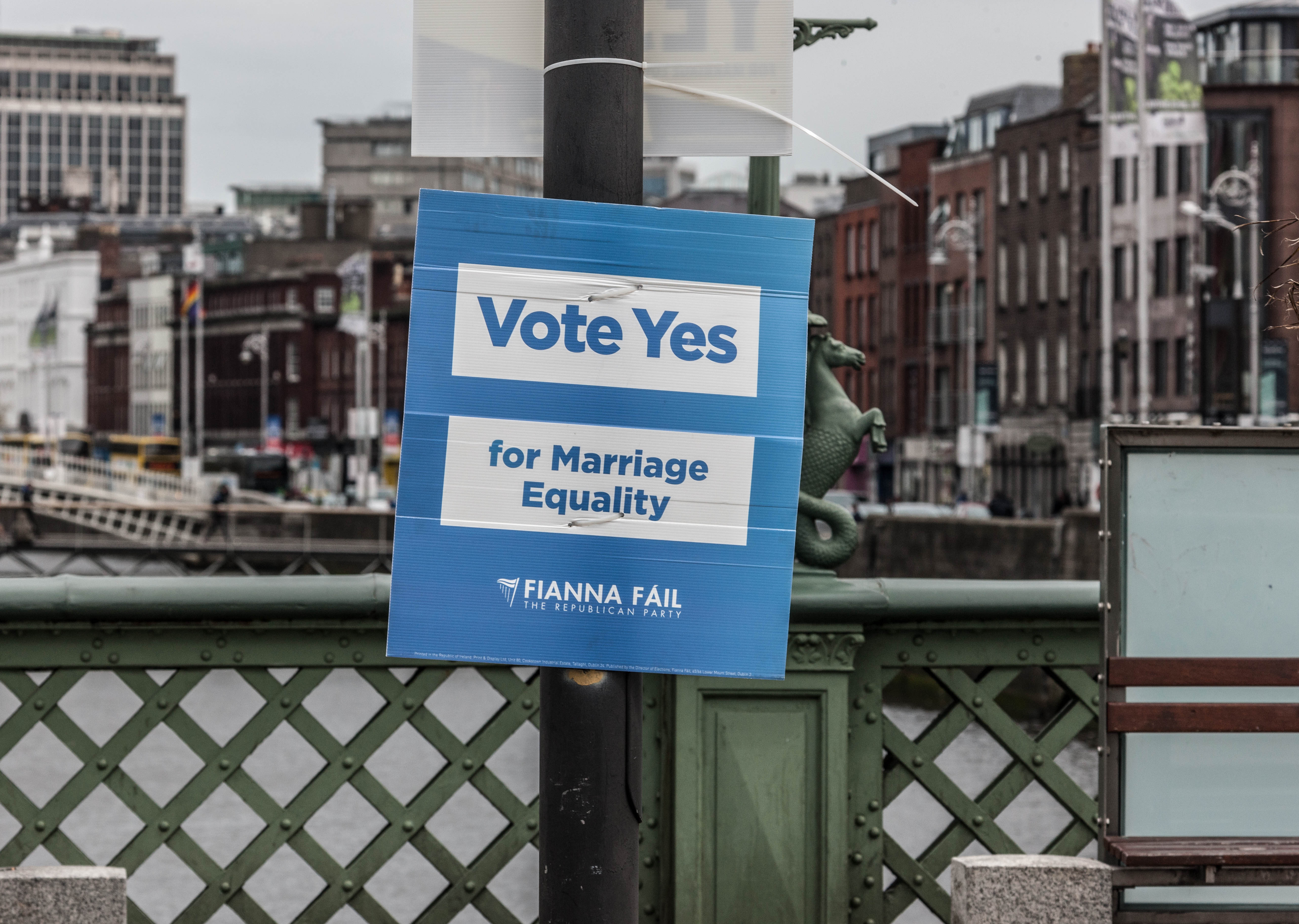
Affiche en anglais du Fianna Fáil (parti républicain) incitant à voter « Oui » au référendum.

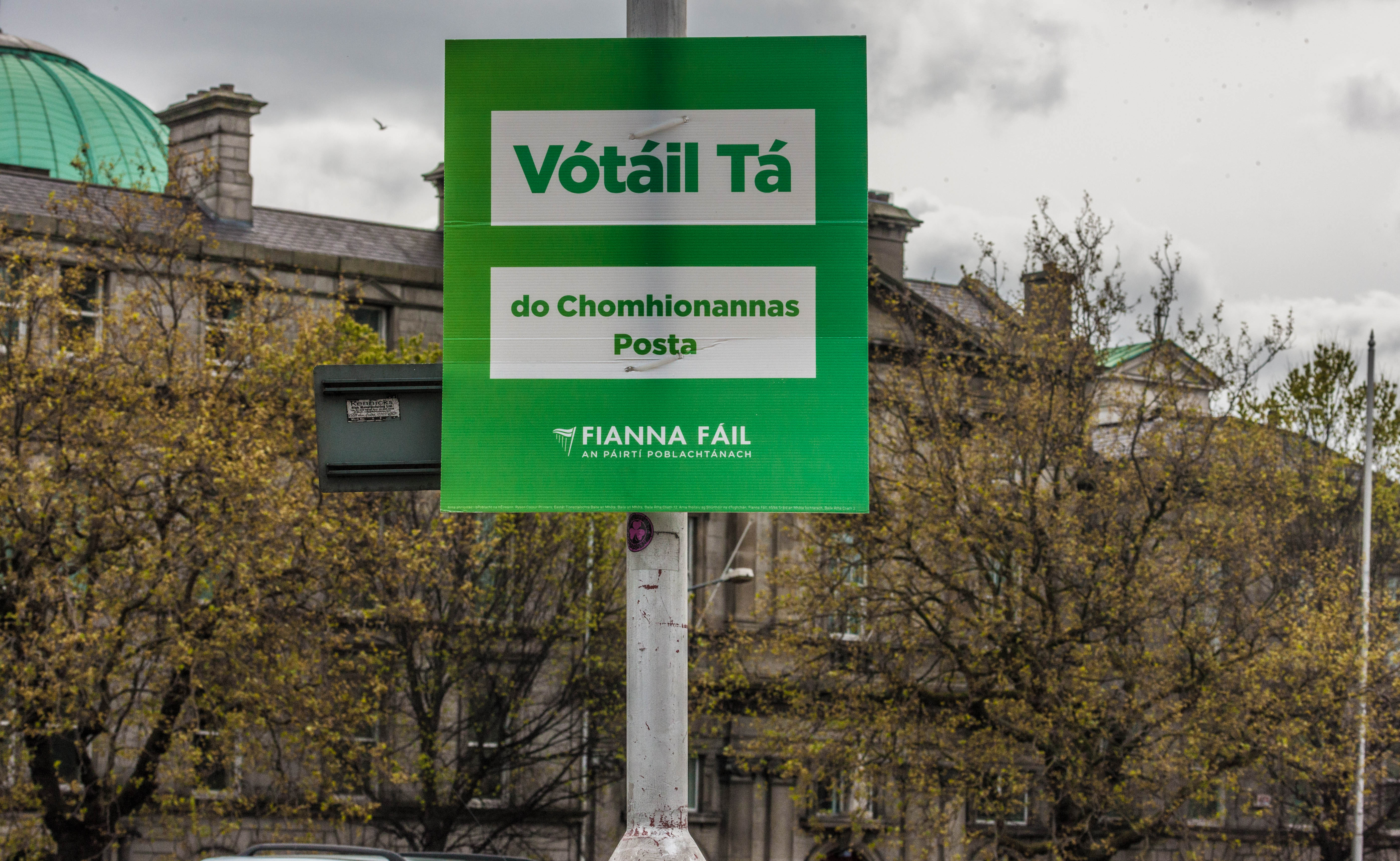
Même affiche en irlandais, placardée dans les rues de Dublin.

- Oui (62,07 %)
- Non (37,93 %)

- 72,50 % – 75,00 %
- 70,00 % – 72,49 %
- 67,50 % – 69,99 %
- 65,00 % – 67,49 %
- 62,50 % – 64,99 %
- 60,00 % – 62,49 %
- 57,50 % – 59,99 %
- 55,00 % – 57,49 %
- 52,50 % – 54,99 %
- 50,00 % – 52,49 %
- 48,58 %

| Circonscription           | Oui     | Non     |
| ------------------------- | ------- | ------- |
| Carlow–Kilkenny           | 56,24 % | 43,76 % |
| Cavan–Monaghan            | 50,65 % | 49,35 % |
| Clare                     | 58,27 % | 41,73 % |
| Cork East                 | 61,72 % | 38,28 % |
| Cork North–Central        | 63,77 % | 36,23 % |
| Cork North–West           | 57,87 % | 42,13 % |
| Cork South–Central        | 65,78 % | 34,22 % |
| Cork South–West           | 55,97 % | 44,03 % |
| Donegal North–East        | 52,54 % | 47,46 % |
| Donegal South–West        | 50,05 % | 49,95 % |
| Dublin Central            | 72,37 % | 27,63 % |
| Dublin Mid–West           | 70,93 % | 29,07 % |
| Dublin North              | 72,61 % | 27,39 % |
| Dublin North–Central      | 68,95 % | 31,05 % |
| Dublin North–East         | 66,70 % | 33,30 % |
| Dublin North–West         | 70,56 % | 29,44 % |
| Dublin South              | 69,90 % | 30,10 % |
| Dublin South–Central      | 72,28 % | 27,72 % |
| Dublin South–East         | 74,91 % | 25,09 % |
| Dublin South–West         | 71,27 % | 28,73 % |
| Dublin West               | 70,62 % | 29,38 % |
| Dún Laoghaire             | 71,62 % | 28,38 % |
| Galway East               | 53,28 % | 46,72 % |
| Galway West               | 61,50 % | 38,50 % |
| Kerry North–West Limerick | 55,45 % | 44,55 % |
| Kerry South               | 55,31 % | 44,69 % |
| Kildare North             | 69,67 % | 30,33 % |
| Kildare South             | 66,17 % | 33,83 % |
| Laois–Offaly              | 56,81 % | 43,19 % |
| Limerick                  | 54,75 % | 45,25 % |
| Limerick City             | 64,15 % | 35,85 % |
| Longford–Westmeath        | 53,60 % | 46,40 % |
| Louth                     | 63,46 % | 36,54 % |
| Mayo                      | 52,02 % | 47,98 % |
| Meath East                | 63,62 % | 36,38 % |
| Meath West                | 60,10 % | 39,90 % |
| Roscommon–South Leitrim   | 48,58 % | 51,42 % |
| Sligo–North Leitrim       | 53,57 % | 46,43 % |
| Tipperary North           | 54,68 % | 45,32 % |
| Tipperary South           | 56,12 % | 43,88 % |
| Waterford                 | 60,33 % | 39,67 % |
| Wexford                   | 63,59 % | 36,41 % |
| Wicklow                   | 68,37 % | 31,63 % |
| Total                     | 62,07 % | 37,93 % |